# Pengersick Castle
Pengersick Castle er en befæstet herregård, der ligger mellem landsbyerne Germoe og Praa Sands i Cornwall, England. Det ligger i sognet Breage.
Pengersick Castle blev opført i omkring 1510 af William Worth, og dele af bygningen kan fortsat dateres til begyndelsen af 1500-tallet. Det er et beboelsestårn, og er et af de få bevarede eksemplarer af denne type i Storbritannien. Dele af bygningen er fra før
Det er en listed building af første grad. Parts of the building date from the early 16th century.